# Óda na radost
Óda na radost (v němčině Ode an die Freude) je původně báseň napsaná Friedrichem Schillerem v létě 1785 oslavující přátelství mezi lidmi (vznikla jako hold Schillerovu příteli a nakladateli). Její zřejmě známější forma je ale upravená verze, která byla zhudebněna Ludwigem van Beethovenem roku 1824 jako čtvrtá a závěrečná věta jeho Deváté symfonie.
Mnohem méně známé jsou zhudebněné verze Franze Schuberta z roku 1815 nebo Petra Iljiče Čajkovského z roku 1865 (a dalších).

## Evropská hymna
V roce 1955 navrhl Radě Evropy Richard Mikuláš Coudenhove-Kalergi, aby se Óda na radost stala evropskou hymnou. V roce 1972 byla skladba oficiálně uznána za hymnu Rady Evropy a v roce 1985 se stala oficiální hymnou Evropské unie. Jako hymna se používá pouze instrumentální verze. Instrumentální kompozice nové evropské hymny se ujal Herbert von Karajan, jeden z nejvýznamnějších dirigentů 20. století. Navrhl tři instrumentální verze - pro klavír, pro dechové nástroje a pro orchestr.

## Hymna Společného německého družstva
V letech 1956 až 1968 startovalo na olympijských hrách Společné německé družstvo, které jako hymnu používalo Ódu na radost.

## Text
| Německý originál An die Freude Freude, schöner Götterfunken, Tochter aus Elysium! Wir betreten feuertrunken, Himmlische, Dein Heiligtum. Deine Zauber binden wieder, Was die Mode streng geteilt, Alle Menschen werden Brüder, Wo Dein sanfter Flügel weilt. Wem der große Wurf gelungen, Eines Freundes Freund zu sein, Wer ein holdes Weib errungen, Mische seinen Jubel ein! Ja, wer auch nur eine Seele Sein nennt auf dem Erdenrund! Und wer's nie gekonnt, der stehle Weinend sich aus diesem Bund. Freude trinken alle Wesen An den Brüsten der Natur; Alle Guten, alle Bösen Folgen ihrer Rosenspur. Küße gab sie uns und Reben, Einen Freund, geprüft im Tod; Wollust ward dem Wurm gegeben, Und der Cherub steht vor Gott! Froh, wie seine Sonnen Fliegen Durch des Himmels prächt'gen Plan, Laufet, Brüder, eure Bahn, Freudig, wie ein Held zum Siegen. Seid umschlungen, Millionen. Diesen Kuß der ganzen Welt! Brüder! Über'm Sternenzelt Muß ein lieber Vater wohnen. Ihr stürzt nieder, Millionen? Ahnest du den Schöpfer, Welt? Such' ihn über'm Sternenzelt! über Sternen muß er wohnen. (Friedrich Schiller) | Český překlad Óda na radost Radosti, ty jiskro boží, dcero, již nám ráj dal sám! Srdce vzňaté žárem touží, nebeský tvůj krásy chrám. Kouzlo tvé teď opět váže, co kdy čas tak dělil rád, zástup lidstva sbratřen blíže cítí van tvých křídel vát. Komu štěstí v žití přálo, v příteli že štít svůj máš, komu věrnou ženu dalo, mísit pojď se v jásot náš! Sám byť jenom jednu duši svojí na tom světě zval! V díle tom kdo nezdar tuší, od nás ber se s pláčem dál! Radost každá bytost sáti, přírodo, chce z ňader tvých; zlý a dobrý chce se bráti v jejích stopách růžových. Révy žár nám, pocel smavý, na smrt věrný přítel dán; vášně plam dán červu žhavý, světlý cherub dlí, kde Pán. Dál, jak jeho slunci roje nebes modrou nádherou, spějte, bratří, drahou svou směle, jak by rek šel v boje. V náruč spějte, milióny! Zlíbat svět kéž dáno nám! Bratři! Hvězd kde žárný stan, dobrý Otec zří z mlh clony. Dlíte v prachu, milióny? V bázni Tvůrce tuší svět? Pátrej, hvězd kde bezpočet! V záři ční tam Božské trůny. (překlad Pavel Eisner) |